# District de Surajpur
Le district de Surajpur est un district de l'état du Chhattisgarh, en Inde,

## Géographie
Au recensement de 2011, sa population compte 660 280 habitants.
Son chef-lieu est la ville de Surajpur. 